# Јован Наумовић
Јован Наумовић (Лесковац, 11. новембар 1879 — Београд, 13. фебруар 1945) био је високи официр српске војске и армијски генерал југословенске војске. Био је члан организације Уједињење или смрт.

## Биографија
Рођен је 11. новембра 1879. године у Лесковцу, од оца Михаила, војног лиферанта, и мајке Марије, рођене Поповић. У војску је ступио 1897, као питомац 30. класе ниже школе Војне Академије. Даље школовање је наставио као питомац 15. класе више школе Војне академије.
Оженио се 1907. године Лепосавом, кћерком Димитрија Б. Грујића марвеног трговца из Београда. Имао је једну кћерку и два сина. Кћерка Јелена удала се 1932. године за артиљеријског поручника Братислава Недељковића (касније пуковник ЈНА). Најстарији син Душан био је коњички поручник (59. класа), од 1944—1948. службовао је у Британској армији. Средњи син Михаило био је пешадијски потпоручник (66. класа), избегао је заробљавање 1941. године. Најмлађи син Милош био је доктор медицине (имунологија) и научни саветник у институту Торлак. Кум Јована Наумовића био је градоначелник Београда, Влада Илић. Његова сестра Марија ангажовала се у Првом светском рату. Становао је у Добропољској 52, у Београду.

## Активна служба
Као млади потпоручник је учествовао у завери против краља Александра Обреновића и у Мајском преврату 1903. године. У четничким акција против Турске 1904—1905. учествовао под псеудонимом Војвода Осоговски. По окончању акција наставио војну каријеру 30. септембра 1907. године као командир 4. чете 1. батаљона 8. пешадијског пука. Од 9. маја 1911. приступио организацији „Црна Рука“, у коју га је увео мајор Велимир Вемић.
Мобилизацију Српске војске за Први балкански рат у својој књизи је описао:
На лицима видиш раздраганост, из очију читаш понос ... људи са Заплања, из Јабланице, са врхова Копаоника ... оставише све: рало, кола, овце, говеда, воћњаке, кукурузе, шареницу и упртачу на леђима, неколико грошева и комад хлеба, збогом, па хајд у команду ...
По завршетку Другог балканског рата постављен је 2. септембра 1913. за команданта 2. батаљона 2. пешадијског пука првог позива. Почетком Првог светког рата у августу 1914. постављен је за команданта 2. батаљона Вардарског пешадијског пука у саставу Браничевског одреда. Учествовао је као мајор у Митровданској битки 1914. године када је предводио кључни противудар.
Током рата постао је и командант 4. прекобројног пешадијског пука. Од новембра 1915. постаје командант батаљона у саставу 18. пешадијског пука првог позива. Дана 18. марта 1916. године именован је помоћником а убрзо и командантом 12. пука. По окончању Солунског процеса, пензионисан је 1917. године, због сумње да учествовао у завери против престолонаследника Александра. На Крфу је утврђено да није крив за заверу и на наговор регента написао је молбу за реактивирање. Реактивиран је 23. септембра 1918. године. Из рата је изашао као тежак инвалид.
По окончању рата учествовао је у Мисији за организацију војске у Словенији. Године 1919. учествује у борбама за ослобођење Корушке. Дана 29. априла 1920. године именован је помоћником команданта 40. пешадијског пука. Од 20. новембра 1921. до 1927. године био је помоћник па командант 39. пешадијског пука у Цељу. 1928—1929. наименован је великим жупаном у Скопљу и у штабу команде Треће армијске области. Дана 6. децембра 1929. године именован је командантом Јадранске пешадијске бригаде. Од 16. септембра 1930. године био је вршилац дужности па командант Потске дивизијске области. Командант Жандармерије постао је 24. августа 1935. године. Теже је повређен у саобраћајној несрећи 18. августа 1937. Дана 15. септембра 1938. године наименован је вршиоцом дужности а потом и командантом Пете армијске области до 12. септембра 1940. године, када је прензионисан и преведен у резерву.
Реактивиран је 27. марта 1941. године и постављен за команданта трупа Треће армијске области. Његова јединица била је у саставу 3. Групе армија под командом армијског генерала Милана Недића, са задатком да брани источну Македонију, тј. одступницу и везу југословенске војске са Савезницима у Грчкој од Немаца који ће у напад кренути из правца Бугарске. Трупе Треће армијске области, услед касно проглашене мобилизације, нису биле довољно попуњене. Немци су већ другог дана рата, 7. априла, заузели Скопље. Иако трупе Треће армијскe области нису успеле да остваре свој стратешки циљ, наставиле су да пружају отпор. Једна тенковска чета састављена од тенкова Рено Р35 на кратко је успела да задржи немачке тенкове, али је врло брзо уништена. По немачким документима, најжилавији отпор пружао је Струмички одред који је успео да уништи 14 немачких тенкова пренего је и сам био уништен, а војници заробљени.
Након капитулације Југословенске војске одведен је у заробљеништво. У заробљеништву је пријављен немачким властима да је подржавао НОП и задржан у болничком притвору до ослобођења. Преминуо је 13. фебруара 1945. у Београду.

## Официрско напредовање и одликовања
Унапређен је у чин: потпоручника 1899; поручника 1903; капетана 1907; бригадног генерала 1. априла 1928; дивизијског генерала 9. јануара 1933; и армијског генерала 1. децембра 1939. године.
Одликован је Орденом Карађорђеве звезде III и IV степена, Орденом Белог орла, Орденом Југословенске круне и Орденом Светог Саве I степена (два пута).